# Austinixa behreae
Austinixa behreae is een krabbensoort uit de familie van de Pinnotheridae. De wetenschappelijke naam van de soort is voor het eerst geldig gepubliceerd in 1989 door Manning & Felder.